# Don Arnone
Don Arnone est un guitariste de jazz.
Il a joué avec George Barnes, Clea Bradford, Oscar Brown Jr, Solomon Burke, Sonny Burke, Ralph Burns, Al Caiola, le Charlston City All Stars, Tal Farlow, Aretha Franklin, Linda Hopkins, Lena Horne, Quincy Jones, Teddi Kink, Frankie Laine, Herb Lance, Enoch Light, Chico O'Farrill, Esther Phillips, John Plonsky, Doc Severinsen, Ted Straeter, ou Creed Taylor, soit pour accompagner des vocalistes, soit dans des big bands monumentaux.